# Дзибелло
Дзибелло (итал. Zibello) —  коммуна в Италии, располагается в регионе Эмилия-Романья, подчиняется административному центру Парма.  
Население коммуны, на 31.12.2015 года, составляло 1818 человек, плотность населения — 76,98 чел./км². Занимает площадь 23,62 км². 
Покровителем населённого пункта почитается святой Карло Борромео.
Провинция известна благодаря мясному деликатесу кулателло (итал. Culatello di Zibello).

## История
Коммуна Дзибелло была упразднена 1 января 2016 года, с целью создания новой коммуны Полезине-Дзибелло. Она была создана путём объединения Дзибелло с соседней коммуной Полезине-Парменсе.